# Joseph Mazzinghi
Joseph Mazzinghi (Londres, 25 de desembre de 1768 - Bath, 15 de gener de 1844) fou un organista i compositor anglès d'origen italià.
Als deu anys ja va poder substituir al seu pare, que desenvolupava el càrrec d'organista en l'església parroquial de Londres; als dinou anys fou director de l'orquestra en l'Òpera italiana; més tard se li confià l'organització dels concerts de la cort. També es dedicà a l'ensenyança del piano.
Va compondre en col·laboració amb William Reeve les òperes Paul and Virginia, Ramah-Droog i The Turnpikegate i ell sol, les següents: A Day in Turkey, The Magician, El setge de Bangalore, Les tres sultanes, La bella Arsenia, Le Bouquet, Elisa, Blind Girl, Wife of two Husbands, The Exile, Free Knights, i Sapho; d'aquestes se'n van imprimir, arranjades per a piano, les partitures pels balls d'espectacle; Paul i Virgínia, La bella Arsenia, Les tres sultanes, i Sapho. A més, es van imprimir, d'aquest compositor; 67 sonates per a piano, altres diverses composicions per a diferents instruments, i un mètode elemental de piano titulat Tyro-Musicus, being a complete introduction to the piano-forte.